# Michał (Dedeić)
Michał, imię świeckie Miraš Dedeić (ur. 8 listopada 1938 w Ramovo Ždrijelo) – emerytowany zwierzchnik niekanonicznego Czarnogórskiego Kościoła Prawosławnego, w latach 1998 - 2023 arcybiskup cetyński i metropolita Czarnogóry.

## Życiorys
Święcenia prezbiteratu przyjął 30 czerwca 1988 w Serbskim Kościele Prawosławnym. Po pewnym czasie porzucił go i w 1997 został wybrany na zwierzchnika Cerkwi czarnogórskiej. Chirotonię biskupią otrzymał 15 marca 1998 z rąk Pimena, rozłamowego patriarchy Bułgarii.